# Hollywood North
Hollywood North is een Canadese film uit 2003, geregisseerd door Peter O'Brian.

## Verhaal
Een Canadese producent koopt de filmrechten van een beroemde Canadese roman, Lantern Moon en wil dat dit zijn thuisland weerspiegelt. Maar hij realiseert zich al snel dat zodra Hollywood erbij betrokken raakt, zijn Canadese visie naar de achtergrond verdwijnt.

## Rolverdeling
- Matthew Modine - Bobby Myers
- Saul Rubinek - Paul Linder
- Alan Bates - Michael Baytes
- Joe Cobden - Howard Atkins
- Deborah Kara Unger - Sandy Ryan
- Alan Thicke - Peter Casey
- John Neville - Henry Neville
- Lindy Booth - Molly
- Fabrizio Filippo - Frankie Candido
- Clare Coulter - Lindsay Marshall
- Sandi Stahlbrand - Leslie Carrington
- John Bayliss - Customs Inspector